# Geografia del Tadjikistan

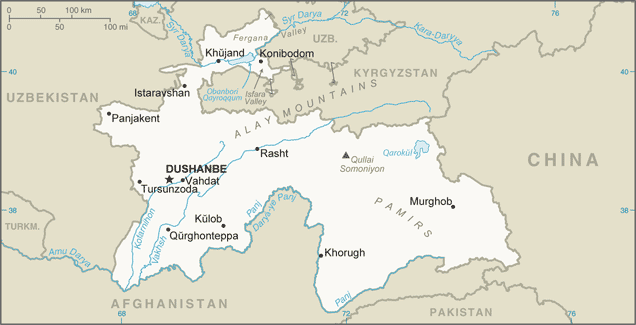
Mapa del Tadjikistan

Tadjikistan és un estat situat entre el Kirguizstan i l'Uzbekistan al nord i a l'oest, la Xina a l'est i l'Afganistan al sud. Les muntanyes representen el 93% de la superfície del país. Les dues serralades principals, les muntanyes del Pamir i les muntanyes Alai, són el naixement de molts torrents i rius provinents de glaceres, els quals han estat utilitzats per regar les terres de conreu des de l'edat antiga. L'altra gran serralada de l'Àsia central, el Tian Shan, frega la part septentrional del Tadjikistan. El terreny muntanyós separa els dos centres més poblats del país, que són les seccions sud (riu Panj) i nord (vall de Ferganà). En les àrees on s'ha produït una activitat agrònoma i industrial intensiva s'han produït problemes mediambientals rellevants, principalment com a conseqüència de les polítiques sobre l'ús de recursos naturals de la Unió Soviètica.

## Dimensions i fronteres
Amb una àrea de 142.600 m2, el Tadjikistan té una extensió màxima d'est a oest de 700 km, i una extensió màxima de nord a sud de 350 km. La frontera del país, molt irregular, és de 3.651 metres de llargada, inclosos 414 quilòmetres de frontera amb la Xina a l'est, i 1.206 quilòmetres de frontera amb l'Afganistan al sud. La major part de la frontera meridional amb l'Afganistan la marca el riu Amudarià (darià és la paraula persa per "riu") i el seu tributari, el riu Panj, que té les seves fonts tant a l'Afganistan com al Tadjikistan. Els altres països veïns són les ex-repúbliques soviètiques de l'Uzbekistan (a l'oest i al nord) i el Kirguizstan (al nord).

## Clima

Mapa del Tadjikistan segons la classificació climàtica de Köppen.

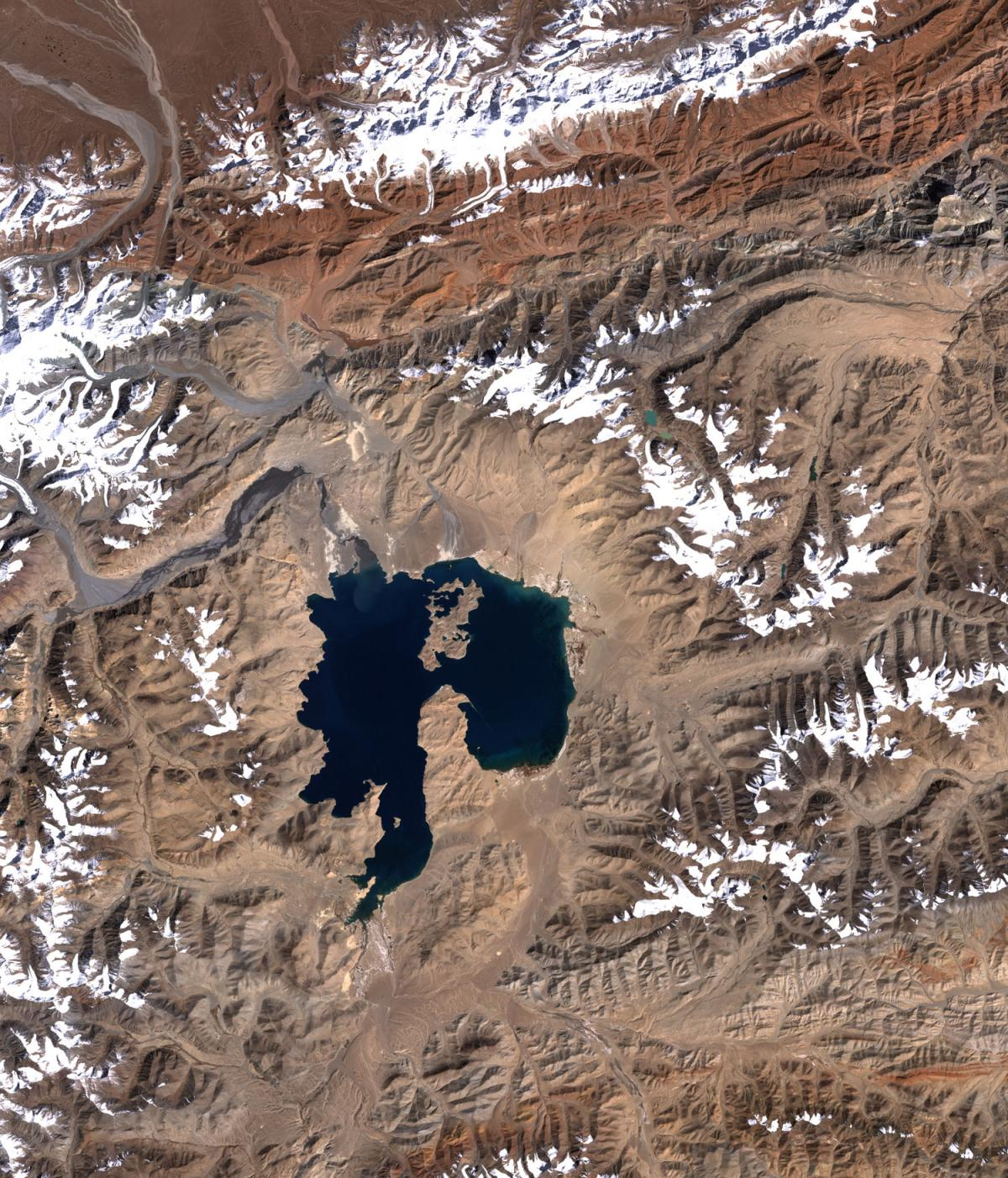
Karakul és un llac format dins d'un cràter de meteorit.

El clima del Tadjikistan és continental, subtropical i semiàrid, amb algunes àrees desèrtiques. Tot i així, el clima canvia dràsticament en funció de l'elevació del terreny. La vall del Fèrgana i d'altres zones baixes estan protegides per les muntanyes de les masses d'aire àrtic, tot i que les temperatures en aquestes regions també poden baixar per sota del grau de congelació més de 100 dies l'any. En les terres baixes de la regió del sud-oest, de clima subtropical, es registren les temperatures més altes del país, amb un clima àrid, encara que algunes seccions actualment tenen sistemes d'irrigació que permeten l'agricultura. En les zones menys elevades del Tadjikistan, la temperatura mitjana al juliol és de 23 a 30 °C, i de -1 a 3 °C al gener. A la zona oriental del Pamir, la temperatura mitjana al juliol és de 5 a 10 °C, i de -15 a -20 °C al gener.
Tadjikistan és el país més humit de les repúbliques de l'Àsia central, amb precipitacions mitjanes anuals a les valls de Kafernigan i Vakhsh del voltant d'entre 500 i 600 mm, i de fins a 1.500 mm a les muntanyes. A la glacera Fedtxenko hi arriben a caure 223,6 cm de neu cada any. Només a la vall del Fèrgana i a la zona oriental del Pamir la precipitació és menor que en altres parts de l'Àsia central; al Pamir oriental hi plou menys de 100 mm cada any. La major part de les precipitacions es produeixen durant l'hivern i la primavera.